# فيرجيل باير
فيرجيل باير (بالإنجليزية: Virgil Baer)‏ هو مدرب كرة سلة أمريكي، ولد في 5 ديسمبر 1912، وتوفي في 14 يوليو 1993.